# The Invisible Man Returns
Omul invizibil revine (titlu original: The Invisible Man Returns) este un film SF de groază american din 1940 regizat de Joe May. Este produs și distribuit de Universal. În rolurile principale joacă actorii Cedric Hardwicke, Vincent Price, Nan Grey, John Sutton. Este o continuare a filmului The Invisible Man din 1933 și este urmat de The Invisible Woman care a apărut mai târziu, dar în același an ca The Invisible Man Returns. Scenariul este realizat de Curt Siodmak (menționat ca Kurt Siodmak).

## Distribuție
- Vincent Price ca Geoffrey Radcliffe.
- Cedric Hardwicke ca Richard Cobb.
- Nan Grey ca Helen Manson.
- John Sutton ca Doctor Frank Griffin.
- Cecil Kellaway ca Inspector Sampson.
- Alan Napier ca Willie Spears.
- Forrester Harvey ca Ben Jenkins.